# 凱特爾里弗鎮區 (明尼蘇達州派恩縣)
凱特爾里弗鎮區（英語：Kettle River Township）是位於美國明尼蘇達州派恩縣的一個行政鎮區。

## 地方資料
凱特爾里弗鎮區的面積為80.06平方千米，當中陸地面積為77.97平方千米，而水域面積為2.08平方千米。根據2020年美國人口普查的數據，當地共有人口479人，而人口密度為每平方千米5.98人。